# بان (اوت-لوار)
بان (به فرانسوی: Bains) یک کمون (فرانسه) در فرانسه است که در canton of Solignac-sur-Loire واقع شده‌است. بان ۳۷٫۵۶ کیلومتر مربع مساحت دارد.